# 中嶋敦子
中嶋 敦子（なかじま あつこ、1961年〈昭和36年〉12月21日 - ）は、日本の女性アニメーター、キャラクターデザイナー。フリー。神奈川県出身。夫はアニメーターの平田智浩。

## 来歴
アニメ専門学校の国際アニメーション研究所に進学、在学中に『ワンワン三銃士』の動画のアルバイトをしたのが初仕事である（同専門学校はスタジオ・ルックと繋がりがあった）。卒業後の1982年（昭和57年）にフリーのアニメーターとして専門学校同期の小田不二夫ら仲間8人とピグモン8という作画スタジオを設立し、ルックの下請けを開始。1984年頃にはピグモン8を離れ、斉藤格や靏山修の主宰する作画スタジオ・トウニウへ移籍する。
1985年にテレビアニメ『うる星やつら』第192話「早く来てダーリン! ラムの危険な結婚話」で初の作画監督。『うる星やつら』の作画監督回や版権物原画で見せた女性キャラクターの扇情的な絵柄が男性アニメファンの注目を集め始めた。初のキャラクターデザインとなった1989年からの『らんま1/2』ではそれを前面に押し出し、本格的に注目を浴びる。
『うる星やつら3 リメンバー・マイ・ラブ』以降は、フリーとしてスタジオディーンに机を置いて仕事をしていた。
『めぞん一刻』や『逮捕しちゃうぞ the MOVIE』などで更に昇華した扇情的な絵柄では男性から、『るろうに剣心 -明治剣客浪漫譚-』や『GetBackers-奪還屋-』などで見せた中性的かつ耽美的な絵柄では女性からの支持が高い。
なお、白鳥あずさ（しらとり あずさ）という別名義を使っていたこともある。1988年頃までは中島敦子とクレジットされていた。

## 参加作品
アニメ、ゲームとも下記の作品以外でも雑誌掲載やビデオパッケージなどの版権イラストを手がけているものがある。

### テレビアニメ
1981年
- うる星やつら（1981年版）（動画・原画・作画監督）

1983年
- パーマン（動画）
- ななこSOS（動画） ※中嶋あつこ名義

1984年
- ガラスの仮面（原画）

1987年
- めぞん一刻（作画監督）

1988年
- F（作画監督）

1989年
- らんま1/2（1989年版）（キャラクターデザイン・作画監督）
- らんま1/2 熱闘編（1989年 - 1992年、キャラクターデザイン・作画監督）

1992年
- スーパーヅガン（キャラクターデザイン・作画監督）
- バトルファイターズ 餓狼伝説（原画）

1993年
- バトルファイターズ 餓狼伝説2（原画）
- 無責任艦長タイラー（原画）

1995年
- クマのプー太郎（1995年 - 1996年、キャラクターデザイン）
- 魔法騎士レイアース（原画）

1996年
- 逮捕しちゃうぞ（キャラクターデザイン・作画監督・原画）
- ハーメルンのバイオリン弾き（キャラクターデザイン）
- るろうに剣心 -明治剣客浪漫譚-（1996年版）（作画監督・EDアニメーション）

1997年
- HAUNTEDじゃんくしょん（キャラクターデザイン）
- みすて♡ないでデイジー（キャラクターデザイン）

1999年
- 逮捕しちゃうぞ Special（キャラクターデザイン）
- 魔法使いTai!（原画）

2000年
- 六門天外モンコレナイト（キャラクターデザイン・作画監督）
- グラビテーション（原画）

2001年
- 逮捕しちゃうぞ SECOND SEASON（キャラクターデザイン・作画監督）
- 破壊魔定光（原画・OP原画）
- スターオーシャンEX（原画）
- フルーツバスケット（原画）
- チャンス〜トライアングルセッション〜（音楽シーン作画監督）

2002年
- YOU'RE UNDER ARREST 〜逮捕しちゃうぞ〜（キャラクターデザイン）
- GetBackers-奪還屋-（キャラクターデザイン・作画監督）
- 満月をさがして（原画）
- 王ドロボウJING（エンディングアニメーション）

2003年
- おねがい☆ツインズ（OP原画）

2004年
- マリア様がみてる（原画）
- マリア様がみてる 〜春〜（コスチュームデザイン・原画）
- ゆめりあ（原画）
- tactics（原画）

2005年
- トリニティ・ブラッド（キャラクターデザイン）
- ああっ女神さまっ（OP原画・特別編で後編のみ原画）
- BLOOD+（原画）

2006年
- Fate/stay night（ED原画）
- プリンセス・プリンセス（キャラクターデザイン）
- シュヴァリエ 〜Le Chevalier D'Eon〜（原画）
- 地獄少女 二籠（原画）
- 少年陰陽師（原画）

2007年
- 逮捕しちゃうぞ フルスロットル（キャラクターデザイン）
- NARUTO -ナルト- 疾風伝（原画・ED原画）
- 桃華月憚（原画）
- シャイニング・ティアーズ・クロス・ウィンド（OP原画）
- Devil May Cry（原画）

2008年
- RD 潜脳調査室（原画）
- 黒執事（原画）

2009年
- マリア様がみてる 4thシーズン（コスチュームデザイン・アバンイラスト・EDアニメーション）
- キャシャーン Sins（原画）
- クッキンアイドル アイ!マイ!まいん!（キャラクターデザイン・総作画監督）
- 戦国BASARA（OP原画）
- シャングリ・ラ（OP原画）
- 07-GHOST（OP原画）
- うみものがたり 〜あなたがいてくれたコト〜（EDアニメーション）
- 咲-Saki-（原画）
- 生徒会の一存（OP原画）
- テガミバチ（OP原画）

2010年
- 薄桜鬼（キャラクターデザイン・OP作画監督・EDアニメーション）
- 薄桜鬼 碧血録（キャラクターデザイン・総作画監督・OP作画監督・EDアニメーション）
- 黒執事II（原画）
- 戦国BASARA弐（OP原画）
- 俺の妹がこんなに可愛いわけがない（OP原画）

2011年
- べるぜバブ（ED1アニメーション・OP4原画）
- ドラゴンクライシス!（原画）
- これはゾンビですか?（OP原画）
- BLEACH（27thED作画監督）
- もしドラ（原画）
- うたの☆プリンスさまっ♪ マジLOVE1000%（OP原画）
- BLOOD-C（原画・OP原画）
- 青の祓魔師（原画）
- うさぎドロップ（原画）
- 僕は友達が少ない（OP原画）
- ギルティクラウン（2011年 - 2012年、OP原画・OP2原画）

2012年
- 薄桜鬼 黎明録（キャラクターデザイン・総作画監督・OP作画監督・EDアニメーション）
- Persona4 the ANIMATION（OP原画）
- Another（原画）
- さんかれあ（ED原画）
- クイーンズブレイド リベリオン（原画）
- PSYCHO-PASS サイコパス（原画）

2013年
- うたの☆プリンスさまっ♪ マジLOVE2000%（OP原画）
- RDG レッドデータガール（OP原画）
- 俺の妹がこんなに可愛いわけがない。（OP原画）
- 進撃の巨人（原画）
- メガネブ!（キャラクター原案・キャラクターデザイン）
- ワルキューレ ロマンツェ（ED原画）

2014年
- 桜Trick（原画）
- 神々の悪戯（原画・OP原画）
- 金色のコルダ Blue♪Sky（ED原画）
- 黒執事 Book of Circus（ED原画）
- 月刊少女野崎くん（作画監督・OP作画監督）

2015年
- DOG DAYS"（OP原画）
- レーカン!（ED絵コンテ・ED演出・ED作画監督・ED原画）
- うたの☆プリンスさまっ♪ マジLOVEレボリューションズ（主題歌原画）
- トリアージX（原画）
- 終わりのセラフ（原画）
- VALKYRIE DRIVE -MERMAID-（ED絵コンテ・ED演出・ED作画監督）
- 学戦都市アスタリスク（ED原画）

2016年
- 坂本ですが?（キャラクターデザイン・総作画監督）
- ジョーカー・ゲーム（原画）
- 僕のヒーローアカデミア（OP原画）
- 初恋モンスター（総作画監督）
- マジきゅんっ!ルネッサンス（OP原画）
- 昭和元禄落語心中（2016年 - 2017年、総作画監督）

2017年
- ちるらん にぶんの壱（OP絵コンテ・OP演出・OP作画監督）
- 王室教師ハイネ（ED絵コンテ・ED演出・ED作画監督・ED原画）
- カブキブ!（原画）
- DIVE!!（ED絵コンテ・ED演出・ED作画監督・ED原画）
- 将国のアルタイル（原画）
- 鬼灯の冷徹 第弐期（原画・OP作画監督・ED作画監督）

2018年
- サンリオ男子（キャラクターデザイン・総作画監督・OP作画監督・ED作画監督・ED原画）
- 東京喰種トーキョーグール:re（キャラクターデザイン・総作画監督）

2019年
- 胡蝶綺 〜若き信長〜（キャラクターデザイン・総作画監督・企画・原画）

2020年
- 文豪とアルケミスト 〜審判ノ歯車〜（キャラクターデザイン・総作画監督・原画）

2021年
- 古見さんは、コミュ症です。（2021年 - 2022年、キャラクターデザイン・総作画監督）

2023年
- ゾン100〜ゾンビになるまでにしたい100のこと〜（作画監督）
- キボウノチカラ〜オトナプリキュア'23〜（キャラクターデザイン）
- 薬屋のひとりごと（2023年 - 2025年、総作画監督・作画監督）

2024年
- Re:Monster（原画・第二原画）
- 黄昏アウトフォーカス（マンガデザイン）
- グレンダイザーU（OP原画）

### 劇場アニメ
1983年
- うる星やつら オンリー・ユー（動画）

1992年
- 風の大陸（原画）

1999年
- 逮捕しちゃうぞ the MOVIE（キャラクターデザイン・総作画監督）

2000年
- ああっ女神さまっ（原画）
- 六門天外モンコレナイト 伝説のファイアドラゴン（キャラクターデザイン・作画監督）

2001年
- 頭文字D Third Stage（原画）

2004年
- 映画 犬夜叉 紅蓮の蓬莱島（原画）

2005年
- 劇場版ツバサ・クロニクル 鳥カゴの国の姫君（原画）

2006年
- 劇場版BLEACH MEMORIES OF NOBODY（原画）

2008年
- スカイ・クロラ The Sky Crawlers （原画）
- 劇場版BLEACH Fade to Black 君の名を呼ぶ（原画）

2009年
- テイルズ オブ ヴェスペリア 〜The First Strike〜（原画）
- 交響詩篇エウレカセブン ポケットが虹でいっぱい（原画）

2010年
- 劇場版 Fate/stay night UNLIMITED BLADE WORKS（原画）
- 劇場版BLEACH 地獄篇（原画）

2011年
- 劇場版 戦国BASARA -The Last Party-（原画）

2012年
- 劇場版 BLOOD-C The Last Dark（原画）

2013年
- 劇場版 薄桜鬼 第一章 京都乱舞（キャラクターデザイン・総作画監督）

2014年
- 劇場版 薄桜鬼 第二章 士魂蒼穹（キャラクターデザイン・総作画監督）

2015年
- 劇場版 PSYCHO-PASS サイコパス（原画）

2016年
- ポッピンQ（原画）

### OVA
1991年
- スケバン刑事（原画）

1994年
- 逮捕しちゃうぞ（キャラクターデザイン・総作画監督）

1995年
- 逮捕しちゃうぞ（キャラクターデザイン・総作画監督）

1996年
- 神秘の世界エルハザード（原画）
- KEY THE METAL IDOL（原画）
- でたとこプリンセス（オープニング原画）

1997年
- 宝魔ハンターライム（キャラクターデザイン・総作画監督）

1998年
- 真ゲッターロボ 世界最後の日（原画）
- 超機動伝説ダイナギガ（キャラクターデザイン監修）

1999年
- るろうに剣心 -明治剣客浪漫譚- 追憶編（作画監督・原画）

2001年
- るろうに剣心 -明治剣客浪漫譚- 星霜編（原画）

2004年
- 炎の蜃気楼〜みなぎわの反逆者〜（ED原画）
- コゼットの肖像（原画）
- 王ドロボウJING in Seventh Heaven（原画）

2007年
- マリア様がみてる 3rdシーズン（原画）
- 東京マーブルチョコレート（原画）

2008年
- らんま1/2 悪夢!春眠香（キャラクターデザイン・作画監督）

2011年
- 薄桜鬼 雪華録（キャラクターデザイン・OP作画監督・EDアニメーション）
- 英雄伝説 空の軌跡 THE ANIMATION（OP原画）

2015年
- 昭和元禄落語心中（総作画監督）

### Webアニメ
- ソードガイ The Animation（2018年、キャラクターデザイン[19]）
- 大奥（2023年、デザインワークス）

### ゲーム
1993年
- あにまーじゃんV3（キャラクターデザイン・作画監督） ※白鳥あずさ名義
- 宝魔ハンターライム（キャラクターデザイン・総作画監督）

1994年
- あにまーじゃんX（キャラクターデザイン） ※白鳥あずさ名義
- うる星やつら 〜ディア マイ フレンズ〜（作画監督）

1998年
- プリズムコート（キャラクターデザイン）

1999年
- ロマンシア（キャラクターデザイン）

2000年
- テイルズ オブ エターニア（原画）

2002年
- テイルズ オブ デスティニー2（作画監督補佐・原画）

2003年
- テイルズ オブ シンフォニア（原画、ファミ通文庫版小説の表紙、挿絵）
- C.A.T 〜サイバーアタックチーム〜（キャラクターデザイン）

2004年
- テイルズ オブ リバース（原画）

2005年
- テイルズ オブ ジ アビス（原画、ファミ通文庫版小説の表紙、挿絵）

2007年
- テイルズ オブ イノセンス（原画）
- スターオーシャン1 First Departure（原画）

2008年
- テイルズ オブ ヴェスペリア（原画）
- テイルズ オブ ハーツ（原画）

## 雑誌
- E-LOGIN（1995年-2002年発行分：表紙担当 / アスペクト、エンターブレイン）

## 画集
- 『中嶋敦子画集』（ムービック、1996年4月10日初版発行）ISBN 4-89601-227-5
- 『中嶋敦子 E-LOGIN表紙画集』（エンターブレイン、2001年4月30日初版発行）ISBN 4-7577-0425-9
- 『クリエイターデジタル画集 VOL.1 中嶋敦子 for Win＆Mac』（ウィンズコクヨー、2001年10月5日発売）PS-001
- 『艶-TSUYA- 中嶋敦子STYLE』（マッグガーデン、2004年7月13日初版発行）ISBN 4-86127-049-9
- 『中嶋敦子画集 煌-KIRARA-』（エンターブレイン、2009年4月9日初版発行）ISBN 978-4-7577-4105-8

## 絵本
- せかいめいさくアニメえほん1 - 三びきの子ぶた（文：梯有子）
- せかいめいさくアニメえほん5 - オオカミと七ひきの子やぎ（文：住田いずみ）

## 小説挿絵
- GUNNER（著：てつまよしとう）
- わたしのファルコン（著：夏見正隆）
- テイルズ・オブ・ザ・ワールド なりきりダンジョン3（著：工藤治）
- テイルズ オブ シンフォニア（著：矢島さら）
- なぞらえ屋秘匿文書 桃と鬼の轍 （著：有里紅良 / アスキー・メディアワークス、2011年8月）　ISBN 978-4-04-870474-8 [注釈 2]